# Quan hệ Angola – Việt Nam
Quan hệ ngoại giao Việt Nam-Angola được thiết lập tháng 8 năm 1971, bốn năm trước khi Angola giành độc lập, khi mà tổng thống tương lai của Angola Agostinho Neto sang thăm Việt Nam.

## Xây dựng quan hệ
Tháng 2 năm 1974, Mặt trận Dân tộc Giải phóng miền Nam Việt Nam đã hoan nghênh trận đánh năm 1961 tại Cassanje, trận mở đầu cho chiến tranh giành độc lập của Angola. Tháng 1 năm 1975, lãnh đạo Mặt trận Dân tộc Giải phóng Nguyễn Hữu Thọ đã gửi lời chúc mừng nồng nhiệt nhất đến các nhà lãnh đạo của Phong trào Nhân dân Giải phóng Angola (MPLA), Mặt trận Giải phóng Quốc gia Angola (FNLA) và Liên minh Quốc gia vì sự độc lập toàn vẹn của Angola (UNITA) sau khi ký kết thỏa thuận Alvor. Vào cuối tháng 10, Báo Nhân dân, cơ quan ngôn luận của Đảng Cộng sản Việt Nam, có lời ủng hộ MPLA, lên án lực lượng đế quốc và bè lũ phân biệt chủng tộc Nam Phi. Thủ tướng Phạm Văn Đồng công nhận Cộng hòa Nhân dân Angola ngày 12 tháng 11, một ngày sau khi tổng thống Neto tuyên bố độc lập.

## Chiến tranh Việt Nam
Chiến tranh Việt Nam đã ngăn chặn sự tham gia của nước ngoài vào cuộc nội chiến ở Ăng-gô-la vì cả Liên Xô và Hoa Kỳ đều không muốn bị lôi kéo vào một cuộc xung đột nội bộ có tầm quan trọng gây tranh cãi về mặt chiến thắng trong Chiến tranh Lạnh. Walter Cronkite, phát thanh viên của CBS đã phát đi thông điệp này trong các chương trình phát sóng của mình để "cố gắng đóng vai trò nhỏ bé của chúng tôi để ngăn chặn sai lầm đó lần này." Bộ Chính trị tham gia vào cuộc tranh luận sôi nổi về mức độ mà Liên Xô sẽ ủng hộ tiếp tục tấn công bởi MPLA vào tháng 2 năm 1976. Bộ trưởng Ngoại giao Andrei Gromyko và Thủ tướng Alexei Kosygin dẫn đầu một phe ủng hộ ít ủng hộ MPLA hơn và nhấn mạnh hơn vào việc bảo tồn détente với phương Tây. Leonid Brezhnev, người đứng đầu Liên Xô khi đó, đã chiến thắng chống lại phe bất đồng chính kiến và liên minh của Liên Xô với MPLA tiếp tục ngay cả khi Neto công khai tái khẳng định chính sách không liên kết của mình tại lễ kỷ niệm 15 năm của cuộc nổi dậy đầu tiên.

## Chiến tranh Lạnh
Ăng-gô-la tiếp tục ủng hộ Việt Nam trước sự phản đối của nước ngoài làm tổn thương mối quan hệ của Ăng-gô-la với Cộng hòa Nhân dân Trung Hoa và Liên Xô. Agostinho Neto, Tổng thống Angola từ 1975 đến 1979, đã lên án cuộc xâm lược của Trung Quốc vào Việt Nam vào tháng 2 năm 1979. Neto, không tin tưởng vào sự lãnh đạo của Liên Xô sau một nỗ lực vào cuộc sống của mình, đã đứng cùng với nhà lãnh đạo Cuba Fidel Castro ở Havana khi ông gọi Ăng-gô-la, Cuba và Việt Nam là lõi chính chống đế quốc Hồi giáo vào tháng 7 năm 1976.

## Các chuyến thăm và thỏa thuận
Tổng thống Angola, ông Jose Eduardo dos Santos đã đến thăm Việt Nam vào tháng 4 năm 1987, Ngoại trưởng Paulo Jorge đã đến thăm năm 1979, Bộ trưởng Ngoại giao João Bernardo de Miranda đã đến thăm vào tháng 5 năm 2004 và Chủ tịch Quốc hội Roberto de Almeida đã đến thăm Việt Nam vào tháng 10 năm 2004. Phó Chủ tịch Việt Nam của Hội đồng Nhà nước Nguyễn Hữu Xương đã đến thăm Angola vào tháng 10 năm 1978, Phó Chủ tịch Hội đồng Bộ trưởng Võ Nguyên Giáp vào tháng 12 năm 1980, Bộ trưởng Ngoại giao Nguyễn Mạnh Cầm vào tháng 3 năm 1995, và Chủ tịch nước Trần Đức Lương đã đến thăm vào tháng 10 năm 2002. MPLA và Đảng Cộng sản Việt Nam đã ký một thỏa thuận hợp tác vào tháng 5 năm 1983, một hiệp định thương mại vào tháng 5 năm 1978 và các hiệp định kinh tế khác nhau vào các năm 1979, 1984, 1995, 1996, 2002 và 2004.

## Đại sứ quán, lãnh sự quán
- Tại Việt Nam:
- Hà Nội (Đại sứ quán)

- Tại Angola:
- Luanda (Đại sứ quán)